# Старобілоруська мова
Старобілоруська мова (біл. старабеларуская мова) — білоруська мова XIV—XVIII ст. Тогочасна назва — руська мова (мова Русі). Спадкоємниця давньоруської мови; існувала в усній народно-діалектній і книжній літературно-писемній формах. У білоруській традиції «старобілоруська мова» — офіційна назва руської (в Україні — староукраїнської) мови. Термін стараўкраінская мова у Білорусі прийнято вживати щодо українського варіанту руської (старобілоруської) мови. Білоруські науковці зазначають, що вживання терміна стараўкраінская мова щодо всієї державної мови Великого Князівства Литовського є некоректним, оскільки на їхню думку, особливості офіційних текстів ВКЛ властиві напередусім саме сучасній білоруській, і лише частково — українській.

## Походження
- Праіндоєвропейська мова
  -  Прабалтослов'янська мова
    -  Праслов'янська мова
      -  Давньоруська мова
        -  Руська (старобілоруська) мова

## Народна форма
Народно-діалектна старобілоруська мова виникла на основі територіальних діалектів старобілоруських земель, які в 13—14 ст. увійшли до складу Великого князівства Литовського, і стала засобом щоденного спілкування білоруського населення та мовою багатого й розмаїтого фольклору. Основні її особливості: акання і якання, дзекання і цекання, тверді шиплячі та «р», фрикативний «г», перехід у певних позиціях приголосних «в» та «л» в «ў», розвиток «-ри-», «-ли-» на місці сполучень плавних із редукованими («грымець», «глытаць»), кличний відмінок іменників тощо. Літературно-писемна старобілоруська мова розвивалася в 13—15 ст. на базі давньоруської писемно-літературної мови через її поступове насичення білоруськими рисами. Першою відомою датованою пам'яткою старобілоруської мови з рисами живої білоруської мови вважається договірна грамота смоленського князя Мстислава Давидовича з Ригою і Готським берегом 1229. Остаточно сформувалася в актовій писемності ВКЛ на основі північно-східних говірок (Вільня (нині м. Вільнюс), Полоцьк, Вітебськ (нині місто і центр Вітебської обл., Білорусь), Смоленськ; нині місто в РФ).

## Книжна форма
Згодом білорусько-український діловий стиль старобілоруської мови («руська мова») став офіційною мовою ВКЛ, що було законодавчо оформлено в Статутах 1566 і 1588 (див. Статути Великого князівства Литовського). Протягом 15—17 ст. старобілоруською мовою з'явилися численні жанрово різноманітні твори — документи великокнязівської канцелярії, статути, судебники, договори, грамоти, привілеї, інвентарні описи, актові матеріали судів, міських управ, магістратів та ін., релігійно-полемічна література, а також твори світської літератури (літописи, хроніки, хронографи, мемуарна література, перекладні повісті, оригінальні поетичні твори тощо). На основі старобілоруської мови виникло білоруське книгодрукування (білоруський першодрукар Франциск Скорина 1517—19 прокоментував і видав у Празі 23 книги Біблії мовою, наближеною до старобілоруської мови). Навчальну й проповідницьку літературу друкували у Вільні(нині Вільнюс, Литва, Єв'ї (нині Вевіс, Литва), Кутеїнському монастирі (Орша; нині місто Вітебської обл.), Несвіжі (нині місто Мінської обл., Білорусь). Від середини 17 ст. старобілоруська мова як офіційна була майже повністю витіснена з ужитку польською мовою, а з початку 18 ст. вона існувала лише в народно-діалектному варіанті. У 19 ст. відбувалося формування білоруської національної мови.

## Твори старобілоруською мовою
- «Песнь Песням премудраго Саломона сына Давыдова» з видання «Біблії Руської» Франциска Скорини, Прага — 1518